# Oraovica (Grdelica)
Pour les articles homonymes, voir Oraovica.
Oraovica (Grdelica) (en serbe cyrillique : Ораовица (Грделица)) est une localité de Serbie située sur le territoire de la Ville de Leskovac, district de Jablanica. Au recensement de 2011, elle comptait 1 961 habitants.
Oraovica, près de Grdelica, officiellement classée parmi les villages de Serbie, est située sur les rives de la Južna Morava.

## Démographie

### Évolution historique de la population
| 1948  | 1953  | 1961  | 1971  | 1981  | 1991  | 2002  | 2011  |
| ----- | ----- | ----- | ----- | ----- | ----- | ----- | ----- |
| 1 929 | 2 113 | 2 267 | 2 289 | 2 361 | 2 165 | 2 210 | 1 961 |

|  |